# Stopbord
Stopbord is de naam van twee verkeerstekens: een bord om het verkeer te laten stoppen bij een voorrangskruising en een handmatig bediend bord om het verkeer te regelen.

## Bij voorrangswegen en voorrangskruisingen
Een stopbord is een verkeersbord.

Gestandaardiseerd stopbord zoals dat onder andere in Nederland en België wordt gebruikt

De bestuurder die het bord nadert moet stoppen en moet voorrang verlenen aan alle bestuurders op de kruisende weg. Het bord komt dus voor bij het naderen van een voorrangsweg of voorrangskruispunt. Stoppen houdt in dat het voertuig echt tot stilstand moet komen. Het bord wordt gebruikt om in gevaarlijke situaties het verkeer af te remmen.
Het bord gaat altijd gepaard met een vlak voor de kruising dwars over de weg aangebrachte stopstreep, dáár waar men dient te stoppen. Het bord kan worden voorafgegaan door het normale driehoekige voorrangsbord, dat enige tientallen meters vóór het stopbord is geplaatst. 
Nog niet zo lang geleden had het stopbord in veel Europese landen een andere vorm. Veelvoorkomend was het ronde bord dat hieronder is afgebeeld. 
In Nederland is dit model in 1979 vervangen.
Thans is het rode, achthoekige bord internationaal gestandaardiseerd. Dit bord is uit de Amerikaanse regelgeving overgenomen. De achthoekige vorm zorgt ervoor dat ook vanaf de achterkant dit bord als stopbord is te herkennen.
In veel niet-Europese landen is het opschrift aangepast aan de plaatselijke taal of talen. Zo gebruiken veel Latijns-Amerikaanse landen een versie met "PARE" of "ALTO" in plaats van "STOP", en gebruikt men in Israël een opgestoken hand als pictogram in plaats van een tekst.

Japan
Marokko (Berbers)
Zuid-Amerika
Israël
Mexico
Canada (Québec)
Jordanië
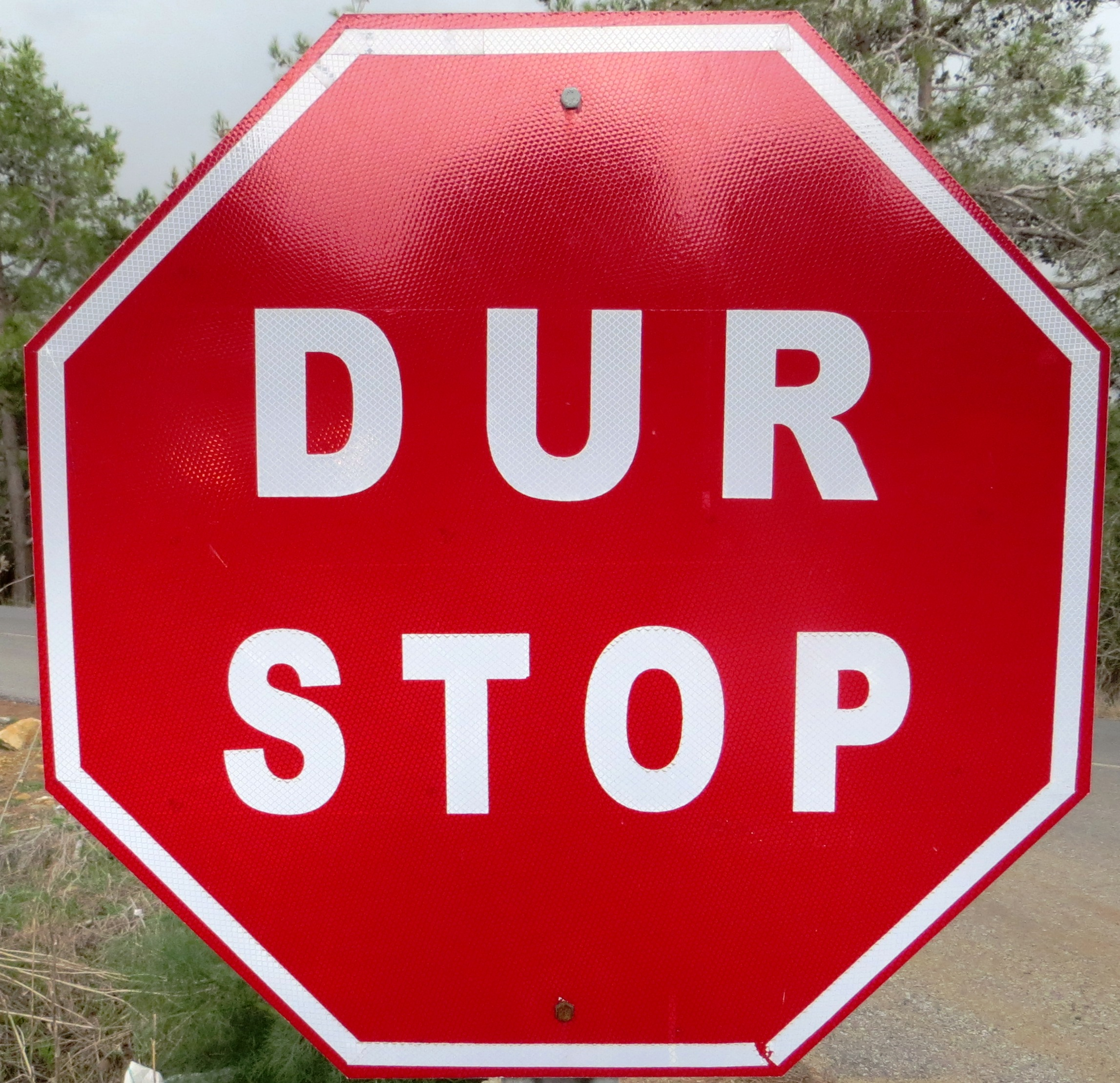
Noord-Cyprus
Thailand

Het verouderde model wordt in Spanje nog gebruikt als bij wegwerkzaamheden het verkeer over één rijstrook wordt geleid.
De verkeersregelaars aan weerszijden gebruiken dan een 'spiegelei' met het stopbord aan de ene kant en een groene pijl aan de andere kant.

### Geschiedenis in Nederland
Het stopbord werd in Nederland ingevoerd in 1941 door de Duitse bezettingsmacht. Pas in 1936 had Nederland, net als de omringende landen, voorrangswegen ingevoerd. Daarbij hoorde een omgekeerde witte driehoek met rode rand die op de kruisende niet-voorrangswegen aangaf dat men voorrang moest verlenen, maar die niet tot stoppen verplichtte als er geen kruisend verkeer was. In 1941 werd daaraan een bord van Duitse oorsprong toegevoegd: een blauw driehoekig bord met rode rand en in witte letters het woord "HALT", dat gebood tot stoppen alvorens verder te rijden. Op 1 januari 1951 kwam een nieuw bord in gebruik: een wit bord met een rode rand, daarin een rode driehoek op de punt geplaatst, en daarin het woord "STOP" in zwarte letters. In 1966 kreeg het bord een duidelijker tekst "STOP". In 1979, ten slotte, kwam het stopbord "Amerikaanse stijl" in gebruik, het achthoekige rode bord met in witte letters "STOP".

1941-1950
1951-1966
1966-1979
1979 tot heden

## Bij het regelen van het verkeer
Een stopbord was een paal die midden op een kruispunt werd gezet.
Stopborden trof men aan op kruispunten waar tijdens de spitsuren het verkeer geregeld moest worden. In het wegdek bevond zich een gaatje waarin de paal werd gezet. Bovenaan de paal bevonden zich rode en groene panelen.
Het meest voorkomende model (in Nederland) had vier rechthoekige panelen (voor elke richting één) waarop in witte letters STOP stond op een rode achtergrond.
Twee tegenovergestelde panelen waren vast. De twee andere panelen konden worden omgeklapt en dan werd een groen vierkant zichtbaar.
De verkeersregelaar kon dus twee tegenover elkaar liggende richtingen groen geven.
Om de twee andere richtingen groen te geven, kon het hele stopbord, inclusief de paal, een kwartslag worden gedraaid.
Er waren ook modellen waarop pijlen stonden, zodat de verkeersregelaar groen kon geven aan het rechtsafslaande verkeer.
Het stopbord vergemakkelijkte de taak van de verkeersregelaar en was ook duidelijker voor het verkeer dan alleen aanwijzingen met de armen. Dat nam niet weg dat de verkeersregelaar ook  zijn armen kon gebruiken, bijvoorbeeld om de snelheid aan te geven.
Er bestond ook een mengvorm van stopbord en verkeerslicht. Dit was een paal met een verkeerslicht aan vier kanten. De verkeersregelaar stond naast de paal en kon de lampen met schakelaars bedienen.
Tegenwoordig hebben al deze kruispunten verkeerslichten en het stopbord is in 1990 dan ook uit het RVV verdwenen. Maar een andere vorm van een stopbord is nog steeds in gebruik bij Verkeersbrigadiers.